# HandyLinux
HandyLinux è una distribuzione Linux originaria della Francia e derivata dal ramo stabile di Debian. È stata progettata in particolare per gli utenti inesperti di computer. La distribuzione ha bassi requisiti di sistema, permettendo così di essere utilizzata su una vasta gamma di hardware più vecchi che non supportano più le ultime versioni dei sistemi operativi proprietari. Si rivolge in particolare a persone anziane con hardware datato che non hanno bisogno o non possiedono l'abilità di utilizzare molte funzioni offerte dal state-of-the-art dei sistemi operativi. Può anche essere utile per gli utenti di computer con disabilità, come ad esempio i non vedenti.
L'obiettivo del progetto HandyLinux è di fornire un sistema operativo "stabile" Debian-based per gli anziani, i novizi e persone in cerca di libertà e la piena funzionalità su un desktop user-friendly. HandyLinux è un derivato Debian ufficiale con una semplice e chiara interfaccia grafica denominata HandyMenu.
È dotato di strumenti integrati che facilitano la gestione di home computing.
La documentazione insegna la navigazione degli utenti desktop e li aiuta ad imparare la distribuzione HandyLinux. Gli utenti potenziali sono incoraggiati a sfogliare il forum HandyLinux on-line e a fare domande sul sistema operativo.
HandyLinux può essere installato su qualsiasi computer moderno, con un processore Pentium 4 o superiore e 512 MB di RAM e il sistema richiede 3,7 GB di memoria disponibile su disco rigido.
La distribuzione può essere eseguita come una delle due versioni "live", dal vivo CD (handylinuxlight) o USB dal vivo, per assaggiare il software preconfezionato e testare la sua compatibilità con l'hardware installato. In alternativa, può essere installata su un netbook equipaggiato con almeno 4 GB di memoria su computer costruiti prima del 2005 (handylinux i486 non PAE) e su computer costruiti a partire dal 2005 (handylinux i686-PAE).
L'ambiente desktop nativo di HandyLinux è basata su Xfce, e il windows manager Compiz compositing è opzionale. Gli utenti possono passare al più tradizionale menu di Xfce se preferiscono il HandyMenu.
Un menu di sette-schede con l'icona di un computer di grandi dimensioni consente agli utenti di lanciare applicazioni grafiche, ed è necessario un singolo clic per aprire i file e le cartelle o eseguire un programma.